# Washington (Illinois)
Washington es una ciudad ubicada en el condado de Tazewell en el estado estadounidense de Illinois. En el Censo de 2010 tenía una población de 15134 habitantes y una densidad poblacional de 713,73 personas por km².

## Geografía
Washington se encuentra ubicada en las coordenadas 40°42′6″N 89°26′12″O / 40.70167, -89.43667. Según la Oficina del Censo de los Estados Unidos, Washington tiene una superficie total de 21.2 km², de la cual 21.17 km² corresponden a tierra firme y (0.15%) 0.03 km² es agua.

## Demografía
Según el censo de 2010, había 15134 personas residiendo en Washington. La densidad de población era de 713,73 hab./km². De los 15134 habitantes, Washington estaba compuesto por el 96.65% blancos, el 0.52% eran afroamericanos, el 0.13% eran amerindios, el 1.01% eran asiáticos, el 0.05% eran isleños del Pacífico, el 0.41% eran de otras razas y el 1.24% pertenecían a dos o más razas. Del total de la población el 1.64% eran hispanos o latinos de cualquier raza.